# Amblycerus simulator
Amblycerus simulator là một loài bọ cánh cứng trong họ Bruchidae. Loài này được Jacquelin-Duval miêu tả khoa học năm 1857.